# Attore cinematografico

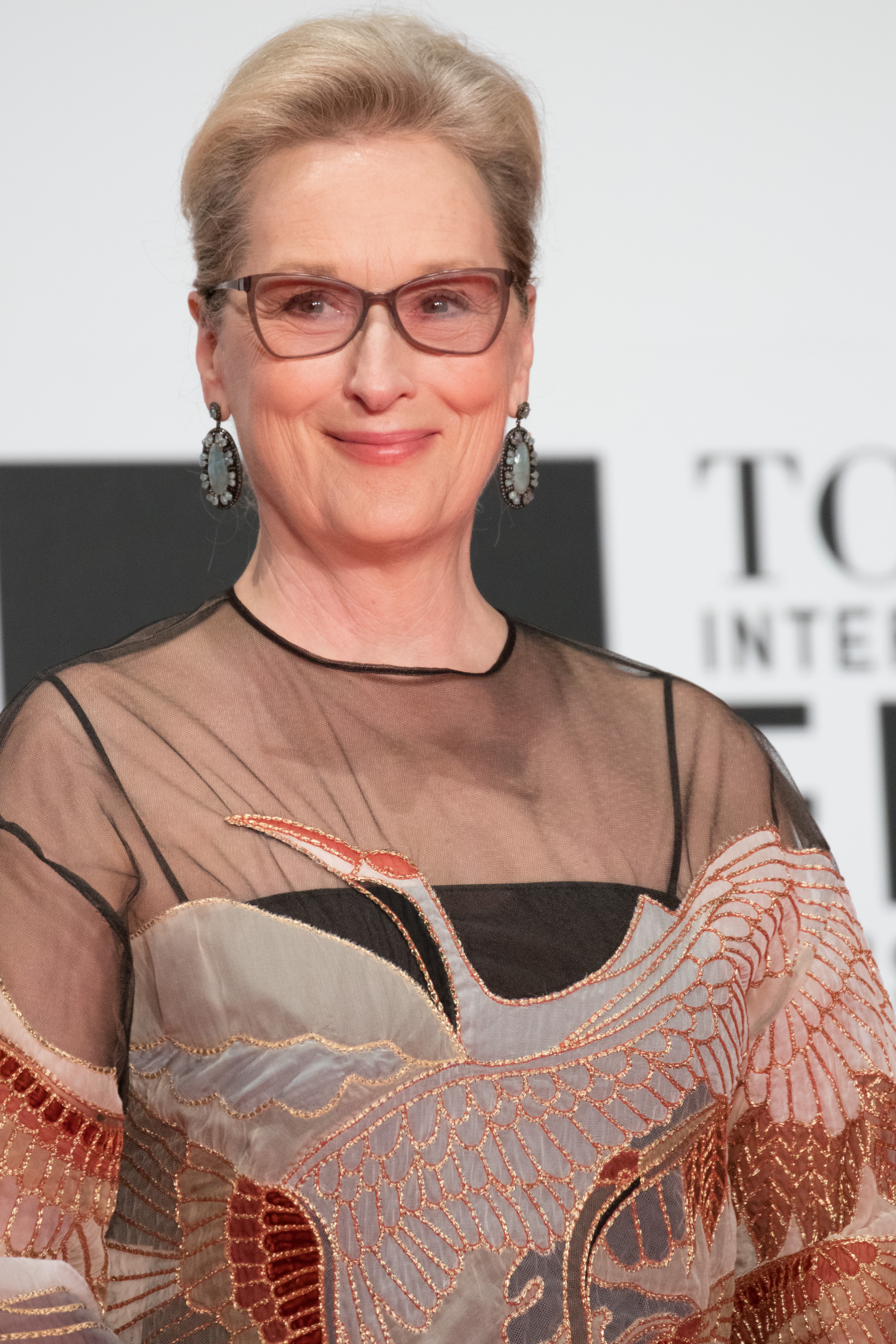
L'attrice Meryl Streep

L'attore (e attrice) cinematografico è un attore che usa come mezzo espressivo l'obiettivo di una macchina da presa o di una telecamera. La recitazione è relativa principalmente all'inquadratura di una scena. La recitazione nel cinema deve essere possibilmente naturale, spontanea, il pubblico non deve accorgersi della presenza di un attore che sta recitando il suo copione. La scena viene "girata" cioè filmata, sul set, ovvero il luogo deputato alla messinscena del film. In definitiva il set, interno o esterno, è il "palcoscenico" del cinema.